# 孟休县
孟休县是缅甸掸邦下辖的一个县。

## 历史沿革
2022年4月30日，缅甸政府以莱林县柯西镇区和孟休镇区新设孟休县。

## 行政区划
孟休县下辖柯西镇区和孟休镇区2个镇区。